# San Fabián (Chile)
San Fabián é uma comuna da província de Ñuble, localizada na Região de Biobío, Chile. Possui uma área de 1.568,3 km² e uma população de 3.646 habitantes (2002).